# Parti du redressement national
Le parti du redressement national est un parti politique albanais, nationaliste et islamiste. Il est dirigé par Abdi Baleta (sq), ancien représentant de l’Albanie à l’ONU.
L’une des idées maîtresses du Parti du Redressement national est la revendication de l'islam comme élément de l'identité nationale albanaise.